# Distretto di Betroka
Il distretto di Betroka è un distretto del Madagascar situato nella regione di Anosy. Ha per capoluogo la città di Betroka.
La popolazione del distretto è di 180 822 abitanti (censimento 2011).